# Manuscrito de Konya
 El Manuscrito de Konya (en árabe: مخطوط قونية), MS Evkaf Muzesi 1845+ o Evkaf Muzesi 1845–1881 es un manuscrito autógrafo de la obra magna del filósofo andalusí Ibn Arabi Al-Futuhat al-Makkiyya (Las revelaciones de La Meca), completada en 37 volúmenes en 1238, y que actualmente se encuentra en el Museo de Artes Turcas e Islámicas, en Konya, Turquía.

## Historia
Ibn Arabi escribió Al-Futuhat al-Makkiyya dos veces: un primer borrador completado en 1231 y una revisión (el Manuscrito Konya) completada en 1238. El manuscrito formó parte del waqf de su discípulo Sadr al-Din al-Qunawi. Actualmente se conserva en el Museo de Artes Turcas e Islámicas (1845-1881).
La imprenta amiri de Bulaq publicó tres ediciones de Al-Futuhat al-Makkiyya: en 1853-1857, en 1876 y en 1911. Mientras que las dos primeras ediciones eran textos compuestos del primer borrador y la revisión de Ibn Arabi, la tercera edición reprodujo el texto del Manuscrito Konya, gracias a los esfuerzos de investigación del emir ʿAbd al-Qādir al-Jazāʾirī . Esta tercera edición se convirtió en la edición estándar de El Cairo. 
El manuscrito es hológrafo, es decir, fue escrito a mano por Ibn Arabi, con excepción del volumen 9. El manuscrito contiene además 28 imágenes dibujadas a mano por Ibn Arabi: figuras geométricas que representan e ilustran lo físico y lo metafísico.